# Système de désignation des appareils de l'United States Army Air Service de 1919
De 1919 à 1924, l'United States Army Air Service (USAAS) a utilisé un système pour désigner les types d'avions qu'il mettait en œuvre, basé sur le rôle et les caractéristiques spécifiques de l'avion. Lors de la première instauration, les chiffres romains ont été utilisés pour numéroter les désignations en cours d'utilisation. Ces chiffres ont été appliquées uniquement aux 15 premiers types, avant d'être abandonné. Refroidi par Air et refroidi par eau se rapporte aux moteurs installés, tandis que "Pursuit" était le nom donné aux avions de chasse de l'US Army, à l'époque. Le système a ensuite été remplacé par le système 1924 de désignation de l'USAAS.

## Liste des désignations
| Numéro | Code | Type d'avion                         | Dates d'utilisation |
| ------ | ---- | ------------------------------------ | ------------------- |
| I      | PW   | Chasseur, refroidi par eau           | 1921-1928           |
| II     | PN   | Chasseur de nuit                     | 1921                |
| III    | PA   | Chasseur, refroidi par air           | 1922                |
| IV     | PG   | Chasseur d'attaque au sol            | 1922                |
| V      | TP   | Chasseur biplace                     | 1922                |
| VI     | GA   | Attaque au sol                       | 1920-1922           |
| VII    | IL   | Liaison infanterie                   | 1919                |
| VIII   | NO   | Observation de nuit                  | 1925                |
| IX     | AO   | Observation d'artillerie             | 1924                |
| X      | CO   | Observation de Corps                 | 1922-1924           |
| XI     | DB   | Bombardier de jour                   | 1920-1923           |
| XII    | NBS  | Bombardier de nuit à courte distance | 1921-1924           |
| XIII   | NBL  | Bombardier de nuit à longue distance | 1923                |
| XIV    | TA   | Entraînement, refroidi par air       | 1921-1924           |
| XV     | TW   | Entraînement, refroidi par eau       | 1920-1923           |
| n/a    | Un   | Ambulance                            | 1919-1925           |
| n/a    | G    | Planeur                              |                     |
| n/a    | M    | Messager                             | 1919-1921           |
| n/a    | PS   | Chasseur d'alerte (spécial)          | 1923                |
| n/a    | R    | Avion de course                      | 1921-1923           |
| n/a    | S    | Hydravion                            |                     |
| n/a    | T    | Transport                            | 1919-1923           |

Source : Bridges